# 73073 Jannaleuty
73073 Jannaleuty è un asteroide della fascia principale. Scoperto nel 2002, presenta un'orbita caratterizzata da un semiasse maggiore pari a 2,3761005 au e da un'eccentricità di 0,1550483, inclinata di 7,29619° rispetto all'eclittica.